# Rozrożek
Rozrożek, pałecznik (Claviger) – rodzaj chrząszcza z rodziny kusakowatych, podrodziny Pselaphinae. Gatunkiem typowym jest C. testaceus. Należy tu około 40 gatunków i podgatunków, zgrupowanych w dwóch podrodzajach, Claviger i Clavifer. Chrząszcze te są wyspecjalizowanymi myrmekofilami, przystosowanymi do życia w mrowiskach i całkowicie zależnymi od swoich gospodarzy. Zasięg występowania rodzaju jest palearktyczny.

## Występowanie
Chrząszcze z rodzaju Claviger występują w Afryce Północnej, zachodniej części Azji i niemal całej Europie włącznie z Wyspami Brytyjskimi. Na obszarze Polski wykazano występowanie dwóch gatunków, C. testaceus i C. longicornis. Część gatunków jest endemitami: C. handmanni występuje endemicznie na Bałkanach, C. nebrodensis występuje wyłącznie na Sycylii, C. oertzeni na Krecie, C. revelierei na Korsyce.

## Morfologia
Krótkie czułki składają się z 6 członów, ostatni człon czułka jest największy i tępo ścięty. Głowa długa, cylindryczna w kształcie. Całe ciało żółtobrązowe, lśniące. Tułów dłuższy niż szerszy. Pokrywy znacznie szersze od tułowia. Odnóża krótkie, golenie zwężone u podstawy.
Przedstawiciele rodzaju Claviger to małe chrząszcze. U C. testaceus samce mają 2,2 mm długości, samice 1,9 mm. C. longicornis osiąga 2,4 mm, C. nitidus – 2,2 mm długości. Międzygatunkowe różnice o znaczeniu taksonomicznym obejmują m.in. proporcje długości segmentów czułków i wielkość dołków pierwszego tergitu.
Anatomiczne i morfologiczne adaptacje rozrożków do myrmekofilnego trybu życia obejmują redukcję oczu i skrzydeł oraz aparatu gębowego i wykształcenie złożonego aparatu gruczołowego powiązanego z włoskami (trychomami) skupionymi na pokrywach i odwłoku.
System komórek gruczołowych w oskórku C. testaceus został dokładnie zbadany. Komórki gruczołowe tworzą jednostki, podzielone na dwa typy. Jednostki gruczołowe typu A mają do trzech komórek w szeregu i ogólną budowę zbliżoną do tej spotykanej u innych owadów. Pojedyncze jednostki są rozproszone na niemal całej powierzchni oskórka tych chrząszczy, największą gęstość mają u podstawy czułków i u podstawy trychomów. Poza tym komórki A tworzą większe gruczoły na głowie i na odwłoku. Na głowie rozrożka znajdują się parzyste gruczoły głaszczkowe, żuwaczkowe i gruczoł podgardzielowy. Na odwłoku położone są parzyste gruczoły mediotergalne, uchodzące do zagłębienia na przedniej połowie odwłoka, i trzy parzyste gruczoły, tzw. gruczoły Wasmanna, znajdujące się w pobliżu pęczków trychomów. Ich wydzielina ma prawdopodobnie największe znaczenie w przyciąganiu uwagi mrówek. W oskórku rozrożków obecne są również komórki gruczołowe typu B, tworzące jednokomórkowe jednostki gruczołowe. Znajdują się m.in. na stawach odnóży, bardzo licznie występują w pobliżu trychomów i czułków oraz w pobliżu ujść dużych gruczołów (głaszczkowych, mediotergalnych i Wasmanna). U samic rozrożka skupisko komórek typu B znajduje się na tergicie VIII. Być może ich wydzielina ma funkcję nawilżającą.

## Biologia
Chrząszcze z rodzaju Claviger są obligatoryjnymi myrmekofilami (symfilami według nomenklatury Wassmana, myrmekoksenami według Wheelera). Najlepiej poznano biologię C. testaceus; głównymi gospodarzami tego gatunku są mrówki Lasius flavus, niekiedy Lasius niger i Lasius alienus, ale bywał on znajdywany także w mrowiskach Myrmica rubra, Myrmica scabrinodis, Tetramorium caespitum, Lasius brunneus, Lasius umbratus, Lasius mixtus, Lasius fuliginosus. W jednej kolonii mrówek może być ponad sto osobników tego chrząszcza. Głównym gospodarzem gatunku C. longicornis jest Lasius umbratus, chrząszcz jest niekiedy spotykany w gniazdach Lasius mixtus, rzadko u Lasius niger i Lasius brunneus.
W warunkach laboratoryjnych w koloniach podziemnicy zwyczajnej (Lasius flavus) obserwowano interakcje robotnic i larw mrówek z C. testaceus. W pierwszym kontakcie z chrząszczem robotnice przejawiały zachowania agonistyczne (zgięcia odwłoka), gryzły owada i przenosiły do innych miejsc gniazda. Mrówki w połowie przypadków gryzą giętkie i wytrzymałe trychomy, nie czyniąc rozrożkowi krzywdy. Po gryzieniu trychomów następuje ich oblizywanie i zwracanie treści pokarmowej z wola mrówki na chrząszcza. Mrówki w podobny sposób zwracają treść pokarmową w kontakcie z martwymi owadami, prawdopodobnie przygotowując je w ten sposób do spożycia przez larwy. Regurgitację u mrówki wywołuje allomon rozrożka, wydzielany przez gruczoły odwłokowe (Wasmanna) i głaszczkowe. Mrówki przenoszą chrząszcze, chwytając je żuwaczkami między przedtułowiem a pokrywami, lub ciągnąc za trychomy. Robotnice zanoszą rozrożki w to samo miejsce, do którego zanoszą martwe owady: w pobliże larw bądź w miejsce składania odpadków. Zależy to od tego, w jakim stopniu mrówcza kolonia jest zaopatrywana w mięsny pokarm przez robotnice (larwy odżywiają się mięsem owadów przede wszystkim wiosną). Larwy mrówek w kontakcie z rozrożkami usiłują gryźć ich oskórek i trychomy. Gruby oskórek owada sprawia, że próby zjedzenia chrząszczy przez larwy mrówek są nieskuteczne.
Poza treścią pokarmową otrzymywaną w ten sposób od robotnic, rozrożki żywią się podkradanym pokarmem przekazywanym między gospodarzami na drodze trofalaksji, wydzielinami i odchodami larw, jajami mrówek i martwymi owadami przechowywanymi w mrowisku.
W sytuacji zagrożenia kolonii robotnice chwytają chrząszcze w żuwaczki i przenoszą w bezpieczne miejsce. Rozrożki również aktywnie poszukują mrówek, wdrapują się na nie i często przemieszczają się na ich grzbiecie. Wielokrotnie obserwowano, że mrówki przenoszą chrząszcze w pierwszej kolejności, a dopiero później larwy i jaja.
Rozwój rozrożka pozostaje niezbadany, nieznane są stadia młodociane. Imagines spotyka się w mrowiskach przez cały rok. Możliwe, że część rozwoju odbywa się poza kolonią mrówek. Ponieważ chrząszcze są bezskrzydłe, sugerowano, że opuszczają kolonie razem z formami seksualnymi mrówek na drodze forezji.

## Ochrona
Środkowoeuropejskie gatunki C. testaceus i C. longicornis figurują w Czerwonej księdze zagrożonych gatunków bezkręgowców w Czechach i Niemczech oraz na Czerwonej liście zwierząt ginących i zagrożonych w Polsce (z kategorią VU – narażony).

## Gatunki
Lista gatunków:
- Claviger (Clavifer) apenninus Baudi di Selve, 1869
  - = Claviger besucheti Castellini, 1975
- Claviger (Clavifer) araxidis Reitter, 1890
  - = Claviger antoniae Reitter, 1893
- Claviger (Clavifer) barbarus Bedel, 1884
  - = Claviger antoinei Jeannel, 1956
- Claviger (Claviger) bartoni Mařan, 1936
- Claviger (Clavifer) caspicus Reitter, 1882
- Claviger (Clavifer) ciscaucasicus Reitter, 1910
- Claviger (Clavifer) colchicus Motschulsky, 1837
  - = Claviger bimaculatus Motschulsky, 1844
- Claviger (Clavifer) duvali Saulcy, 1863
- Claviger (Clavifer) elysius Reitter, 1884
- Claviger (Clavifer) emgei Reitter, 1885
- Claviger (Clavifer) guilloti Peyerimhoff, 1915
- Claviger (Clavifer) handmanni Wasmann, 1898
  - = Claviger kuuni Mallász, 1918
- Claviger (Claviger) ibericus Motschulsky, 1844
- Claviger (Clavifer) intermedius Besuchet, 1961
- Claviger (Clavifer) justinae Reitter, 1887
- Claviger (Clavifer) katharinae Escherich, 1897
- Claviger (Claviger) lederi Reitter, 1877
- Claviger (Clavifer) longicornis P.W.J. Müller, 1818
  - = Claviger divergens Rey, 1888
  - = Claviger skopljensis Karaman, 1959
- Claviger (Clavifer) merkli Reitter, 1885
- Claviger (Clavifer) montandoni Raffray, 1905
- Claviger (Clavifer) nebrodensis Ragusa, 1871
- Claviger (Claviger) nitidus Hampe, 1863
  - = Claviger carniolicus Reitter, 1882
  - = Claviger kaufmanni Reitter, 1894
- Claviger (Clavifer) oertzeni Reitter, 1885
- Claviger (Clavifer) olympicus Escherich, 1897
- Claviger (Clavifer) ottomanus Escherich, 1897
- Claviger (Clavifer) piochardi Saulcy, 1874
  - Claviger piochardi brucki Saulcy 1874
  - = Claviger brucki Saulcy, 1874
  - = Claviger vasconicus Jeannel, 1950
  - = Claviger pyrenaeus Raffray, 1887
  - Claviger piochardi piochardi Saulcy, 1874
  - = Claviger lusitanicus Saulcy, 1874
  - = Claviger paganettii Karaman, 1959
- Claviger (Clavifer) pouzaui Saulcy, 1862
  - Claviger pouzaui cobosi Mateu, 1954
  - = Claviger cobosi Mateu, 1954
  - Claviger pouzaui pouzaui Saulcy, 1862
  - Claviger pouzaui validus Besuchet, 1961
  - = Claviger validus Besuchet, 1961
- Claviger (Clavifer) raffrayi Reitter, 1893
- Claviger (Clavifer) revelierei Saulcy, 1874
- Claviger (Clavifer) saulcyi Brissout de Barneville, 1866
  - Claviger saulcyi espanoli Mateu, 1954
  - =Claviger espanoli Mateu, 1954
  - Claviger saulcyi lucens Besuchet, 1961
  - = Claviger lucens Besuchet, 1961
  - Claviger saulcyi saulcyi Brissout de Barneville, 1866
- Rozrożek żółty[21] Claviger (Claviger) testaceus Preyssler, 1790
  - = Claviger devillei Jeannel, 1950
  - = Claviger foveolatus P. W. J. Müller, 1818
  - Claviger testaceus persicus B. Bodemeyer, 1927
  - = Claviger persicus B. Bodemeyer, 1927
  - Claviger testaceus testaceus Preyssler, 1790
  - Claviger testaceus perezii Reitter, 1881
  - = Claviger perezii Reitter, 1882